# はにかみCLOVER
『はにかみCLOVER』（はにかみクローバー）は、すたじお緑茶が2016年1月29日に発売した18禁美少女アドベンチャーゲームである。

## 登場人物
柊 大和（ひいらぎ やまと）
本作の主人公。
佐伯 莉緒 （さえき りお）
声 - 上山すず
星凜館学院の学生自治会長。
柊 すみれ （ひいらぎ すみれ）
声 - 秋野花
大和の義理の妹。
周防 えみる （すおう えみる）
声 - 遥そら
大和のクラスメイト。
碓氷 真希奈 （うすい まきな）
声 - くすはらゆい
オカルト研究部の部長。

## 制作スタッフ
- シナリオ - めちょむちょちょ
- 原画 - kakao、あなぽん
- SD原画 - 広瀬まどか
- 音楽 - i.o.sound
- アーティスト - io
- 作詞/作曲 - 津上潤也、KIZAWA studio